# Murrhardt
Murrhardt là một thị xã ở huyện Rems-Murr, trong Baden-Württemberg, Đức. Đô thị này có diện tích 71,13 km², dân số thời điểm ngày 31 tháng 12 năm 2006 là 14.264 người. Đô thị này tọa lạc 12 km về phía đông của Backnang, và 18 km về phía tây nam của Schwäbisch Hall. Nguồn sông Murr nằm ở Murrhardt.